# Tovarkovski
Tovarkovski (en rus: Товарковский) és un poble (un possiólok) de l'óblast de Tula, a Rússia, segons el cens del 2010 tenia 7.651 habitants.